# ليسيتشانسك
ليسيتشانسك هي مدينة من مدن أوكرانيا. يبلغ عدد سكانها 103 459 نسمة وذلك حسب إحصائيات سنة 2014. يبلغ ارتفاع المدينة عن سطح البحر قرابة 145 متر. تبلغ مساحتها 96 كم².
خلال الحرب الروسية الأوكرانية 2022 شكلت المدينة المعقل الأخير للقوات الأوكرانية في مقاطعة لوغانسك، وأعلنت القوات الروسية في 3 يوليو 2022 عن السيطرة الكاملة على المدينة ومقاطعة لوغانسك.

## المناخ
يظهر الجدول التالي التغييرات المناخية على مدار السنة لليسينسك:
| البيانات المناخية لـليسينسك          | البيانات المناخية لـليسينسك | البيانات المناخية لـليسينسك | البيانات المناخية لـليسينسك | البيانات المناخية لـليسينسك | البيانات المناخية لـليسينسك | البيانات المناخية لـليسينسك | البيانات المناخية لـليسينسك | البيانات المناخية لـليسينسك | البيانات المناخية لـليسينسك | البيانات المناخية لـليسينسك | البيانات المناخية لـليسينسك | البيانات المناخية لـليسينسك | البيانات المناخية لـليسينسك |
| الشهر                                | يناير                       | فبراير                      | مارس                        | أبريل                       | مايو                        | يونيو                       | يوليو                       | أغسطس                       | سبتمبر                      | أكتوبر                      | نوفمبر                      | ديسمبر                      | المعدل السنوي               |
| ------------------------------------ | --------------------------- | --------------------------- | --------------------------- | --------------------------- | --------------------------- | --------------------------- | --------------------------- | --------------------------- | --------------------------- | --------------------------- | --------------------------- | --------------------------- | --------------------------- |
| الدرجة القصوى °م (°ف)                | 16.0 (60.8)                 | 17.0 (62.6)                 | 23.0 (73.4)                 | 31.0 (87.8)                 | 37.0 (98.6)                 | 41.0 (105.8)                | 40.0 (104.0)                | 40.0 (104.0)                | 36.0 (96.8)                 | 31.0 (87.8)                 | 21.0 (69.8)                 | 16.0 (60.8)                 | 29.1 (84.4)                 |
| متوسط درجة الحرارة الكبرى °م (°ف)    | −3.0 (26.6)                 | −2.0 (28.4)                 | 5.0 (41.0)                  | 15.0 (59.0)                 | 22.0 (71.6)                 | 26.0 (78.8)                 | 28.0 (82.4)                 | 27.0 (80.6)                 | 21.0 (69.8)                 | 13.0 (55.4)                 | 4.0 (39.2)                  | 0.0 (32.0)                  | 13.0 (55.4)                 |
| المتوسط اليومي °م (°ف)               | −6.0 (21.2)                 | −5.0 (23.0)                 | 1.6 (34.9)                  | 9.5 (49.1)                  | 15.5 (59.9)                 | 20.0 (68.0)                 | 22.0 (71.6)                 | 21.0 (69.8)                 | 15.0 (59.0)                 | 11.0 (51.8)                 | 1.0 (33.8)                  | −3.0 (26.6)                 | 8.5 (47.3)                  |
| متوسط درجة الحرارة الصغرى °م (°ف)    | −9 (16)                     | −8 (18)                     | −3.0 (26.6)                 | 4.0 (39.2)                  | 9.0 (48.2)                  | 14.0 (57.2)                 | 16.0 (60.8)                 | 15.0 (59.0)                 | 9.0 (48.2)                  | 3.0 (37.4)                  | −2.0 (28.4)                 | −6 (21)                     | 3.5 (38.3)                  |
| أدنى درجة حرارة °م (°ف)              | −32.0 (−25.6)               | −34.0 (−29.2)               | −22.0 (−7.6)                | −11.0 (12.2)                | −3.0 (26.6)                 | −3.0 (26.6)                 | 6.0 (42.8)                  | 4.0 (39.2)                  | −5.0 (23.0)                 | −12.0 (10.4)                | −24.0 (−11.2)               | −29.0 (−20.2)               | −34.0 (−29.2)               |
| معدل هطول الأمطار مم (إنش)           | 32.0 (1.26)                 | 30.0 (1.18)                 | 36.0 (1.42)                 | 37.0 (1.46)                 | 48.0 (1.89)                 | 53.0 (2.09)                 | 61.0 (2.40)                 | 34.0 (1.34)                 | 45.0 (1.77)                 | 31.0 (1.22)                 | 37.0 (1.46)                 | 36.0 (1.42)                 | 480 (18.91)                 |
| متوسط الأيام الممطرة (≥ 1.0 mm)      | 6.0                         | 5.0                         | 7.0                         | 9.0                         | 9.0                         | 8.0                         | 7.0                         | 5.0                         | 7.0                         | 9.0                         | 9.0                         | 8.0                         | 89                          |
| المصدر: مايكروسوفت program "Weather" |                             |                             |                             |                             |                             |                             |                             |                             |                             |                             |                             |                             |                             |

## معرض صور

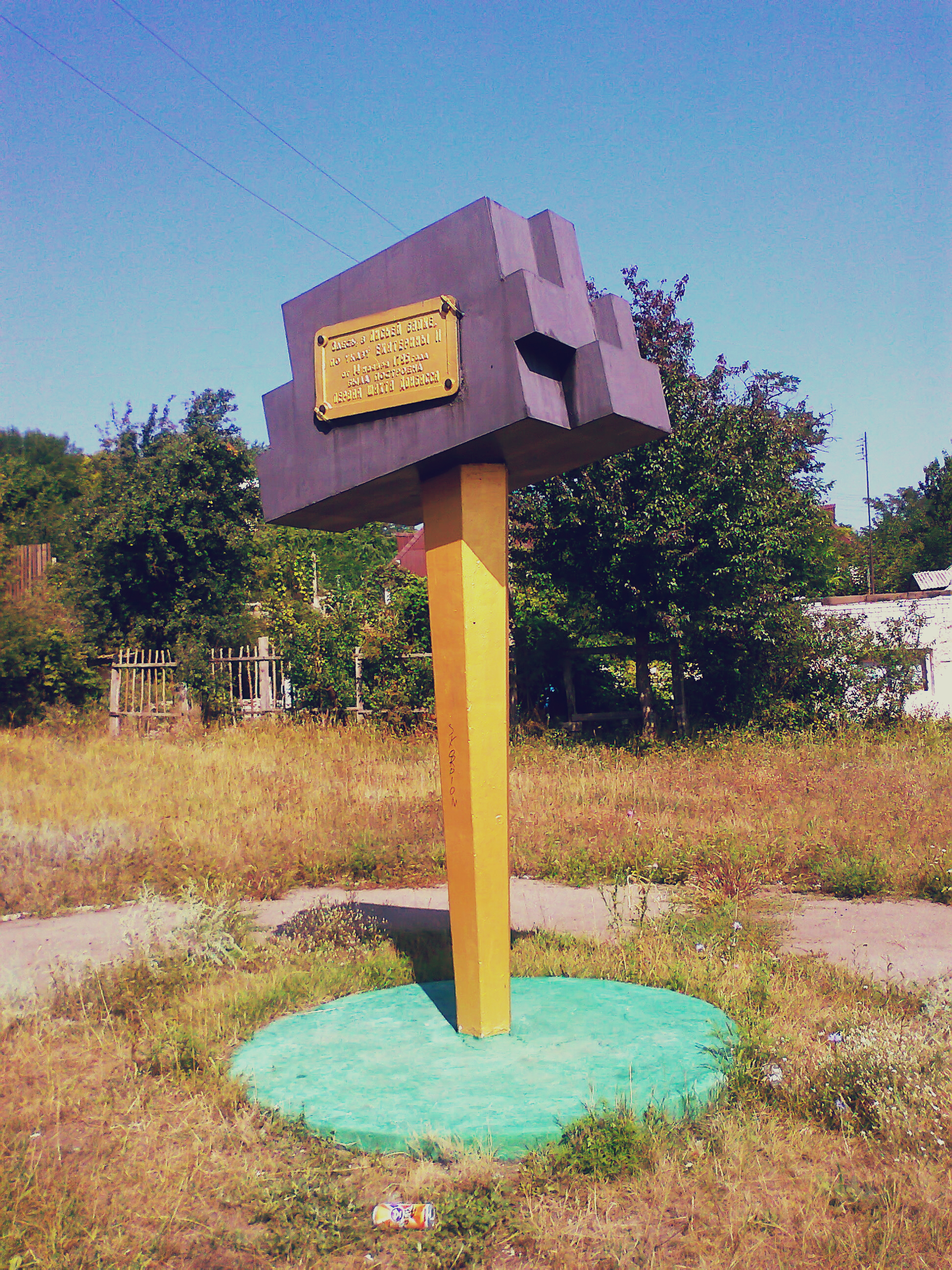
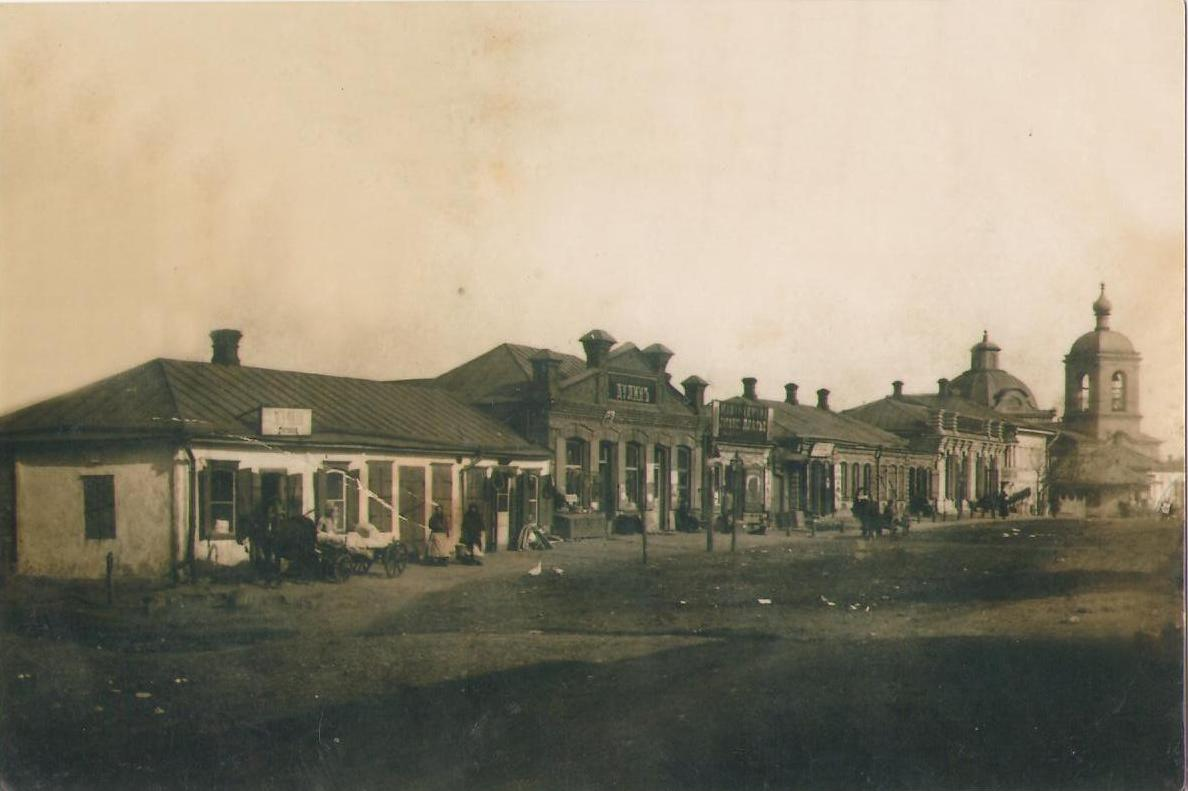
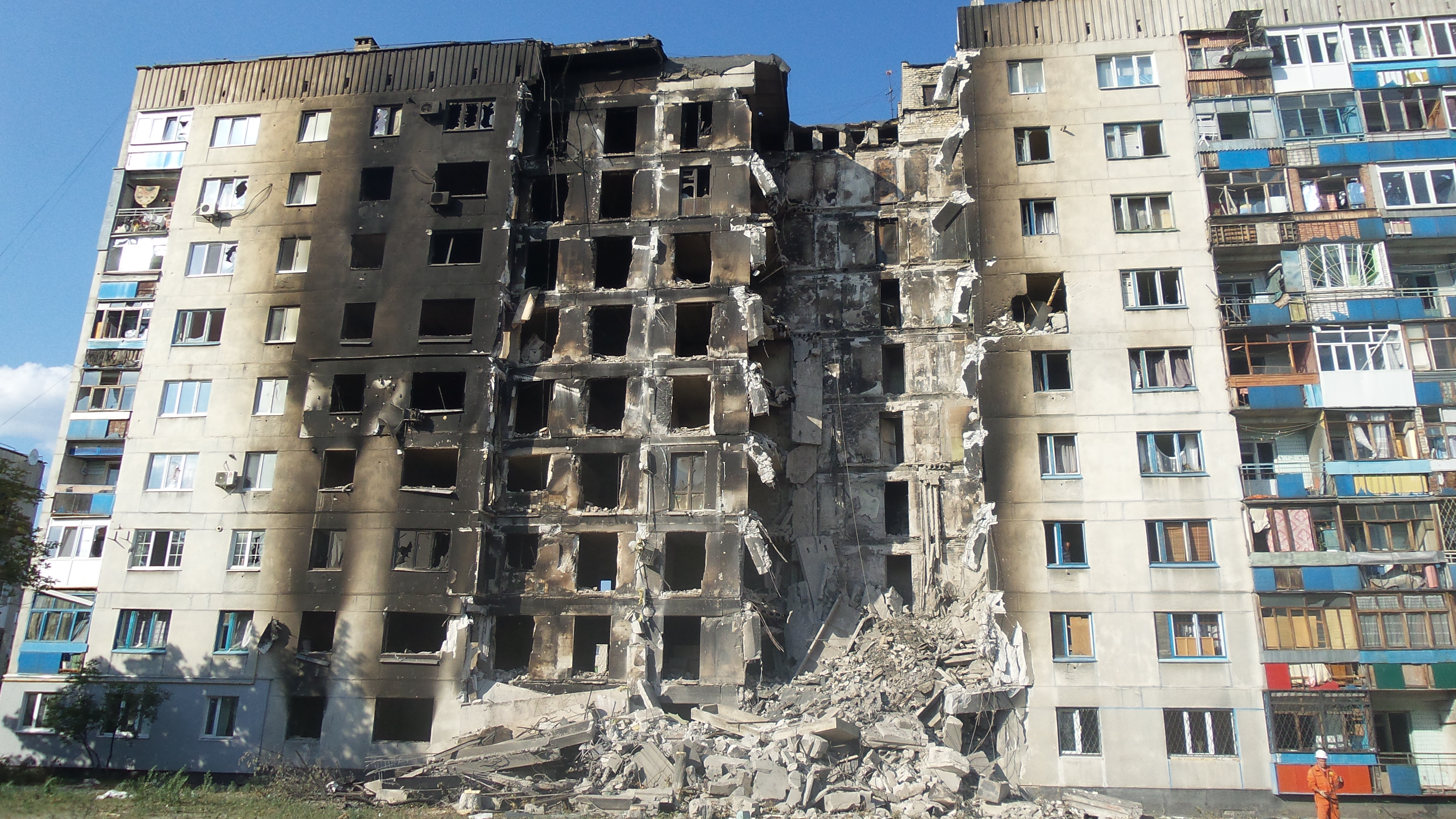
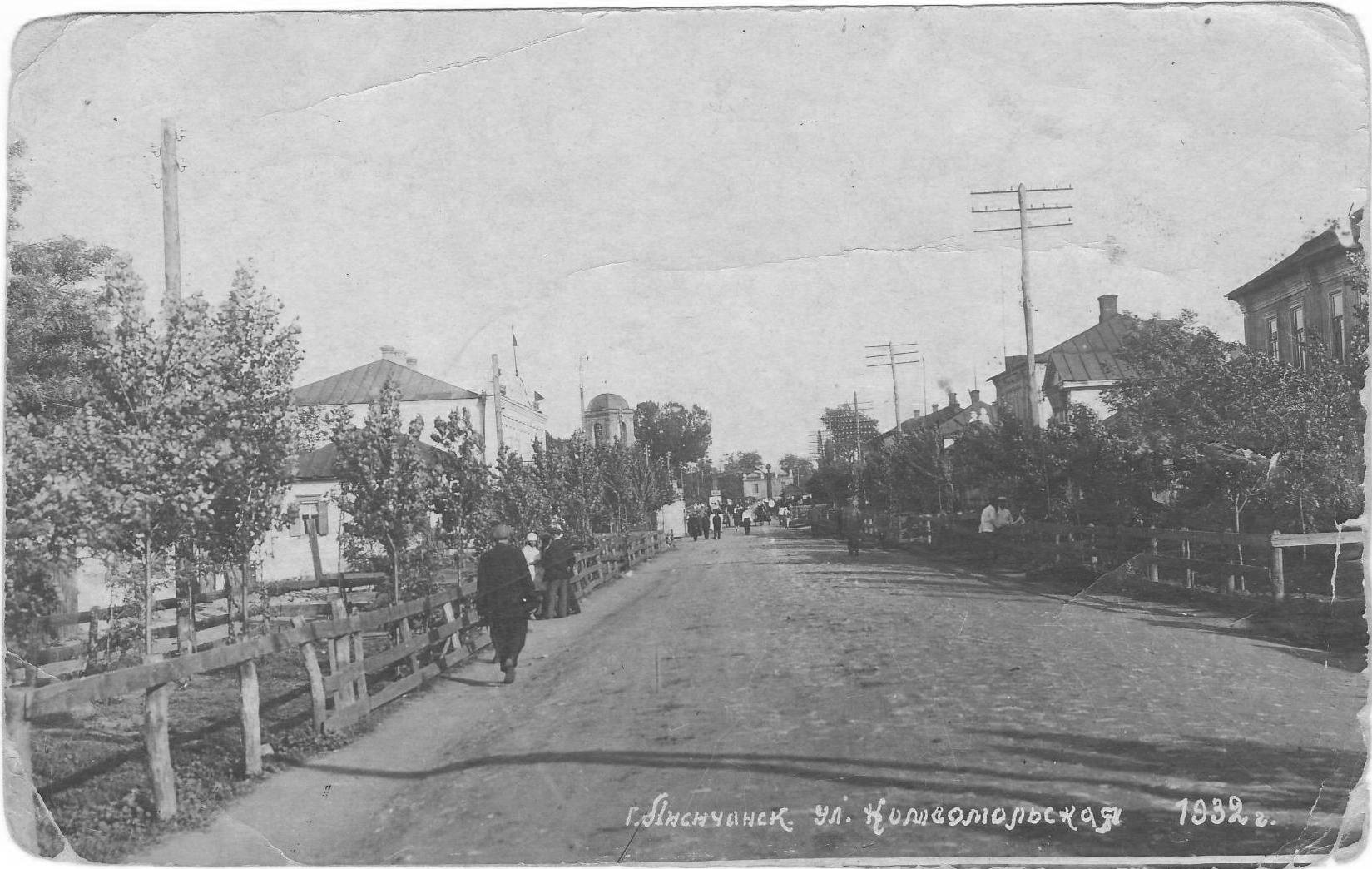